# NGC 709
NGC 709 (другие обозначения — CGCG 522-40, PGC 6969) — линзообразная галактика (S0) в созвездии Андромеда.
Этот объект входит в число перечисленных в оригинальной редакции «Нового общего каталога».
Штейнике приписывает открытие этого объекта Биндону Стоуни, помощнику Уильяма Парсонса, однако Джон Дрейер утверждал, что NGC 709 открыл он. Возможно, Дрейер не знал о более ранних наблюдениях Стоуни.